# Whitechapel (televisieserie)
Whitechapel is een Engelse misdaadserie van ITV, waarin de politierechercheurs van de Londense wijk Whitechapel te maken krijgen met moorden die sterk doen denken aan imitaties van misdaden uit het verleden. De serie ging in februari 2009 van start. Er zijn in totaal vier seizoenen gemaakt met in totaal 18 afleveringen. De laatste aflevering werd in Groot-Brittannië uitgezonden op 9 oktober 2013. Op 16 november 2013 maakte hoofdrolspeler Rupert Penry-Jones via Twitter bekend dat ITV geen vijfde seizoen had besteld.

## Verhaallijn

### Seizoen 1
De eerste driedelige serie onder regie van S.J. Clarkson gaat over een seriemoordenaar in de Londense wijk Whitechapel die de gruwelijke moorden lijkt te imiteren die de beruchte Jack the Ripper in het najaar van 1888 pleegde.

### Seizoen 2
De tweede driedelige serie onder regie van David Evans gaat over de tweelingbroers Reginald "Reggie" Kray en Ronald "Ronnie" Kray (ook bekend als de Kray twins) die gedurende de vijftiger en zestiger jaren de belangrijkste criminelen in het Londense East End waren.

### Seizoen 3
Het derde seizoen van Whitechapel bestond uit zes afleveringen, waarin steeds per twee afleveringen een andere gebeurtenis centraal stond. De eerste zaak ging over de moord op vier personen in een kledingatelier. De tweede zaak roept herinneringen op aan de Thames torso murders en de derde zaak gaat over de moord op een oppas. De regisseurs waren respectievelijk John Strickland, Richard Clark en Jon East.

### Seizoen 4
net als seizoen 3 bestond het vierde seizoen uit zes afleveringen die drie moordzaken behandelden. De eerste zaak ging over iemand die mensen vermoordde op dezelfde wijze als heksen werden vermoord. In de tweede zaak leidde de ontdekking van een gevild gezicht Chandler en Miles in de kunstwereld. De derde zaak behandelde een moordenaar die in het riool actief was. Afleveringen 3 en 4 van dit seizoen werden geschreven door hoofdrolspeler Steve Pemberton. Dit waren de enige afleveringen die niet door Ben Court en Caroline Ip zijn geschreven. Deze afleveringen zijn geregisseerd door Daniel Nettheim. Jon East regisseerde de rest van het seizoen

## Hoofdrollen
- Rupert Penry-Jones - DI Joseph Chandler (18 afleveringen, 2009-2013)
- Philip Davis - DS Ray Miles (18 afleveringen, 2009-2013)
- Steve Pemberton - Edward Buchan (18 afleveringen, 2009-2013)
- Sam Stockman - DC Emerson Kent (18 afleveringen, 2009-2013)
- Claire Rushbrook - Dr. Caroline Llewellyn (17 afleveringen, 2009-2013)
- Ben Bishop - DC Finlay Mansell (15 afleveringen, 2010-2013)
- George Rossi - DC McCormack (6 afleveringen, 2009-2010)
- Hannah Walters - DC Megan Riley (12 afleveringen, 2012-2013)
- Alex Jennings - Commander Anderson (5 afleveringen, 2009-2010)
- Christopher Fulford - DC Fitzgerald (5 afleveringen, 2009-2010)
- Angela Pleasence - Louise Iver (6 afleveringen, 2013)